# 李玉峰
李玉峰（1955年—），汉族，中华人民共和国政治人物、第十一届全国政协委员。
加入中国农工民主党，担任农工党江苏省淮安市委主委、淮安市政协副主席、市第一人民医院副院长。2008年，当选第十一届全国政协委员，代表医药卫生界，分入第四十六组。